# اسکادران ۳۷ نیروی هوایی سلطنتی استرالیا
اسکادران ۳۷ یک اسکادران هوایی متوسط تاکتیکی نیروی هوایی سلطنتی استرالیا (RAAF) است. هواپیمای لاکهید مارتین سی-۱۳۰جی سوپر هرکولس از پایگاه فرودگاه نیروی هوایی سلطنتی استرالیا در پایگاه ریچموند کنترل و اداره می‌شود. این اسکادران در هنگام جنگ جهانی دوم، جنگ ویتنام، جنگ در افغانستان و عراق و مداخله نظامی علیه داعش با پرواز هواپیماهای حمل و نقل حضور فعالی داشت. این کشور همچنین از عملیات بشردوستانه و صلح آمیز استرالیا در سراسر جهان، از جمله در سومالی، تیمور شرقی، بالی، پاپوا گینه نو و فیلیپین پشتیبانی کرده‌است.
این اسکادران در ژوئیه سال ۱۹۴۳ در فرودگاه نیروی هوایی سلطنتی استرالیا در ویلیامز، ویکتوریا تشکیل شد و مجهز به لاکهید مدل ۱۸ لوداستار بود که در استرالیا، گینه نو و هند شرقی هلند فعالیت می‌کرد. پس از پایان جنگ، پرواز داگلاس سی-۴۷ اسکای‌ترین آغاز شد. اما دو سال بعد در سال ۱۹۴۶ منحل شد. در پاسخ به نیازهای فزاینده حمل و نقل هوایی استرالیا در طول جنگ ویتنام، این اسکادران در فوریه ۱۹۶۶ در ریچموند مجدداً تشکیل شد و به هرکولس سی ۱۳۰ ای مجهز شد. در سال ۱۹۹۹ به مدل سی ۱۳۰ جی تبدیل شد و بین سال‌های ۲۰۰۶ تا ۲۰۱۲ نیز سی ۱۳۰هایی را که قبلاً اسکادران ۳۶ بکار می‌گرفت را اسکادران ۳۷ از ۱۹۸۷ تا ۲۰۱۰ تحت کنترل مجدد ۸۶ بال قرار داد.

## نقش و تجهیزات

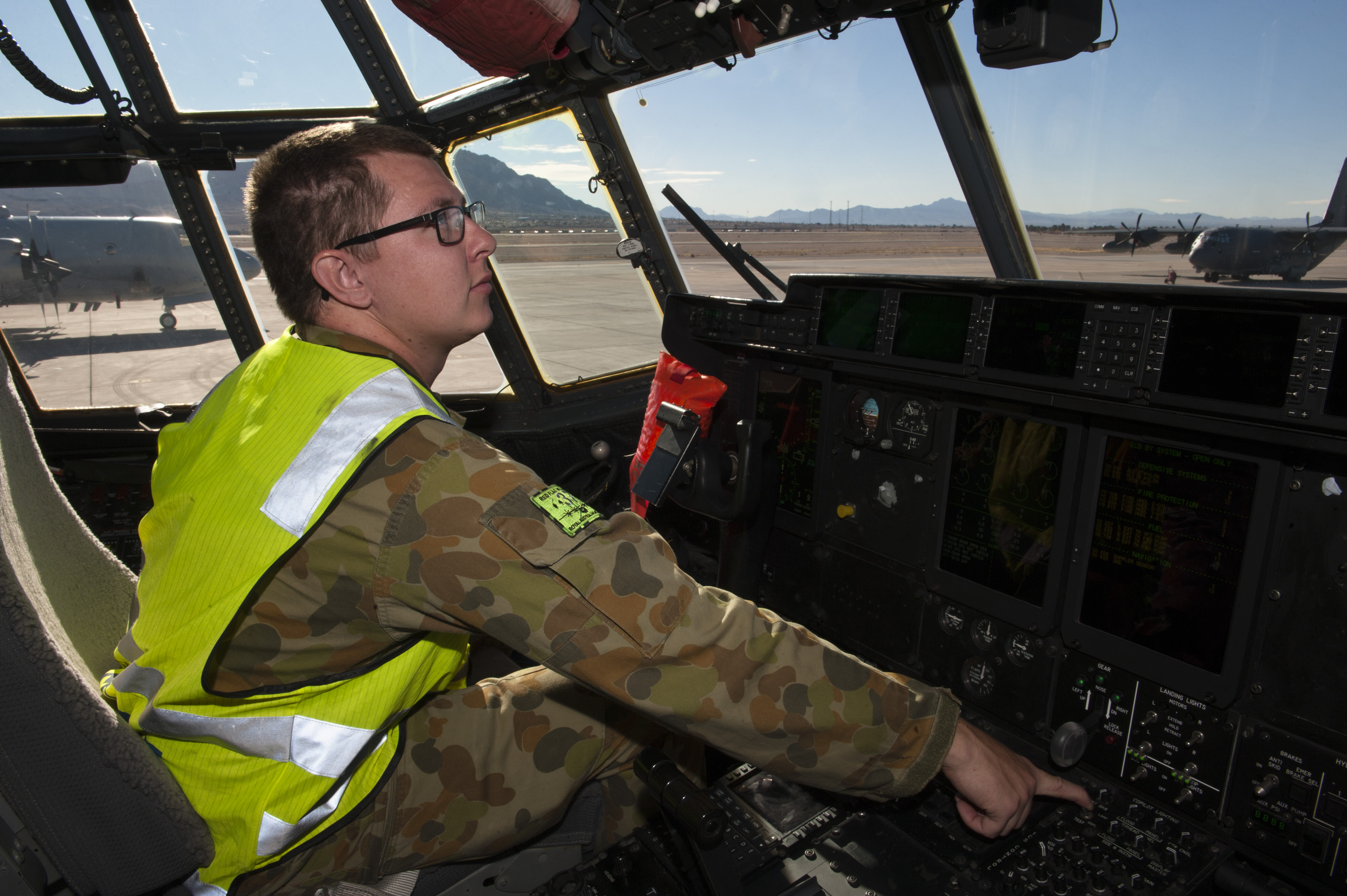
خدمه زمینی No. 37 اسکادران در هرکول C-130J در طی یک تمرین ایالات متحده در فوریه ۲۰۱۵

اسکادران ۳۷ مأموریت هوایی متوسط تاکتیکی در استرالیا و خارج از کشور، حمل نیروها و محموله‌ها و انجام عملیات تخلیه پزشکی، جستجوی نجات و مأموریت‌های هوایی را بر عهده دارد. در پایگاه RAAF ریچموند، نیو ساوت ولز واقع شده‌است و تحت کنترل بال شماره ۸۴، که بخشی از گروه هوایی تحرک است، می‌باشد. از ژوئیه سال ۲۰۱۳، این اسکادران شامل بیش از ۴۰۰ پرسنل بود که به چهار پرواز هوایی، یک بخش اداری و عملیاتی و یک بخش تعمیر و نگهداری که مسئولیت سرویس روزانه هواپیماها و همچنین چرخه نگهداری منظم به مدت شش هفته را بر عهده دارد، سازماندهی شده‌اند. تعمیر و نگهداری متوسط و سنگین با شرکت ایرباس گروه استرالیا اقیانوس آرام (ایرفرام) و گروه هوا وفضا (موتورها) منعقد شده‌است. شعار اسکادران ۳۷ «مهمترین چیز» است.

## تاریخ

### جنگ جهانی دوم و بعد از آن
اسکادران ۳۷ (حمل و نقل) در ۱۵ ژوئیه سال ۱۹۴۳ در ایستگاه RAAF لاورتون، ویکتوریا، با کارمندان دو افسر و سیزده هواپیما ساخته شد. اولین فرمانده آن، رهبر اسکادران، نویل همسورث، در تاریخ ۲۱ ژوئیه وارد شد و اولین هواپیمای آن، یک نورتروپ دلتا تک موتوره (که قبلاً از اسکادران ۳۴ بود)، در ۲ اوت تحویل داده شد. این اسکادران اولین گروه از ده حمل و نقل لاکهید مدل ۱۸ لوداستار با موتورهای دوقلو در ۲۳ اوت دلتا پس از تصادف در ۳۰ سپتامبرخاموش شد. در آن زمان تعداد کارمندان این اسکادران ۱۹۰ نفر، از جمله چهل و پنج افسر را را شامل می‌شد. این در ۱۱ اکتبر سال ۱۹۴۳ عملیاتی اعلام شد، پروازهای پیک منظم از طریق استرالیا را به مقصد از جمله پرت، استرالیا غربی انجام داد. چشمه‌های داروین و آلیس، قلمرو شمالی؛ آدلاید، استرالیا جنوبی؛ مریبورو، کوئینزلند؛ و لانسستون، تاسمانی.

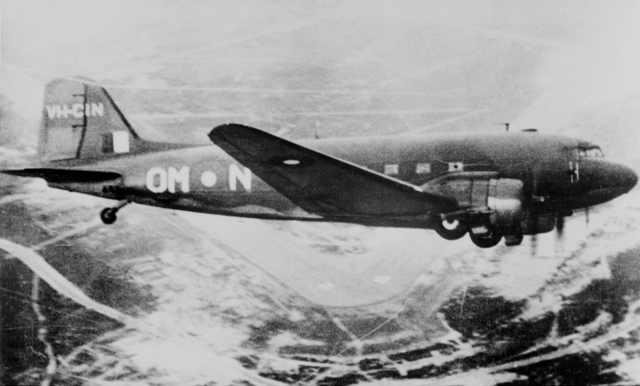
داگلاس داکوتا A65-71 از شماره ۳۷ اسکادران نخست‌وزیر فقید جان کورتین را برای دفن در ژوئیه ۱۹۴۵ به پرواز درآورد.

### برقراری مجدد
در تاریخ ۲۷ سپتامبر سال ۱۹۶۵، وزیر هواشناسی پیتر Howson اعلام کرد که شماره قرار بود دوازده فروند هواپیمای حمل و نقل لاکهید C-130E هرکولس که توسط دولت فدرال خریداری شده بود، اسکادران دوباره پرورش داده شود. هواپیمای جدید به RAAF اجازه می‌دهد از استقرار استرالیا در جنوب شرقی آسیا حمایت کند و در عین حال به تعهدات داخلی خود عمل کند. این اسکادران در بیست و یکم در پایگاه RAAF ریچموند تشکیل شد فوریه ۱۹۶۶، تحت فرماندهی فرمانده وینگ، ران مک کیمم. به شماره پیوست ۳۶ اسکادران، که از سال ۱۹۵۸ فعالیت C-130A Hercules را به عهده داشت. نه ۴۸۶ اسکادران، در سال ۱۹۶۴ منحل شد، در ریچموند مجدداً تشکیل شد تا بتواند برای هر دو اسکادران هرکول تعمیر و نگهداری کند. تعمیرات اساسی و به روزرسانی‌های C-130 به عهده No. <span typeof="mw:Entity" id="mwAQY">&nbsp;</span> 2 انبار هواپیما (بعداً شماره ۵۰۳ بال). از آنجا که C-130E دامنه طولانی تری داشت و می‌توانست بار بیشتری نسبت به C-130A داشته باشد، خیر. به اسکادران عموماً وظایف استراتژیک اختصاص می‌یافت، در حالی که نه. ۳۶ مسئولیت اسکادران در درجه اول از نظر ماهیت تاکتیکی بود. نه ۳۷ اسکادران تحویل C-130E خود را در ماه آگوست آغاز کرد و تا پایان ماه سپتامبر تعداد کارمندان آن هشتاد و شش نفر از جمله بیست و یک افسر بودند. در فوریه ۱۹۶۷، این اسکادران ماموریت‌های دوربردی را برای پشتیبانی از نیروهای استرالیا در جنگ ویتنام آغاز کرد، از جمله تخلیه‌های هوایی پزشکی که سربازان زخمی را به استرالیا منتقل می‌کردند، به‌طور کلی از طریق پایگاه RAAF Butterworth، مالزی. در ابتدا هر دو C-130A و E مدل‌هایی برای چنین تخلیه‌هایی به کار گرفته شدند، اما فقط C-130E از ماه مه ۱۹۶۷ به این کار اختصاص داده شد، زیرا آنها شرایط راحت تری را ارائه می‌دادند و در صورت لزوم قادر به پرواز مستقیم بین ویتنام جنوبی و استرالیا بودند. تا پایان فوریه ۱۹۶۸، شماره ۳۷ اسکادران از ۲۰۷ پرسنل قدرت برخوردار بود: هشتاد و پنج فروند هواپیما شامل پنجاه و یک افسر و ۱۲۲ کارمند زمینی از جمله سه افسر. این اسکادران به دنبال تصمیم دولت فدرال مبنی بر خروج از درگیری، آخرین نیروهای استرالیا را در دسامبر ۱۹۷۲ از ویتنام بیرون آورد.

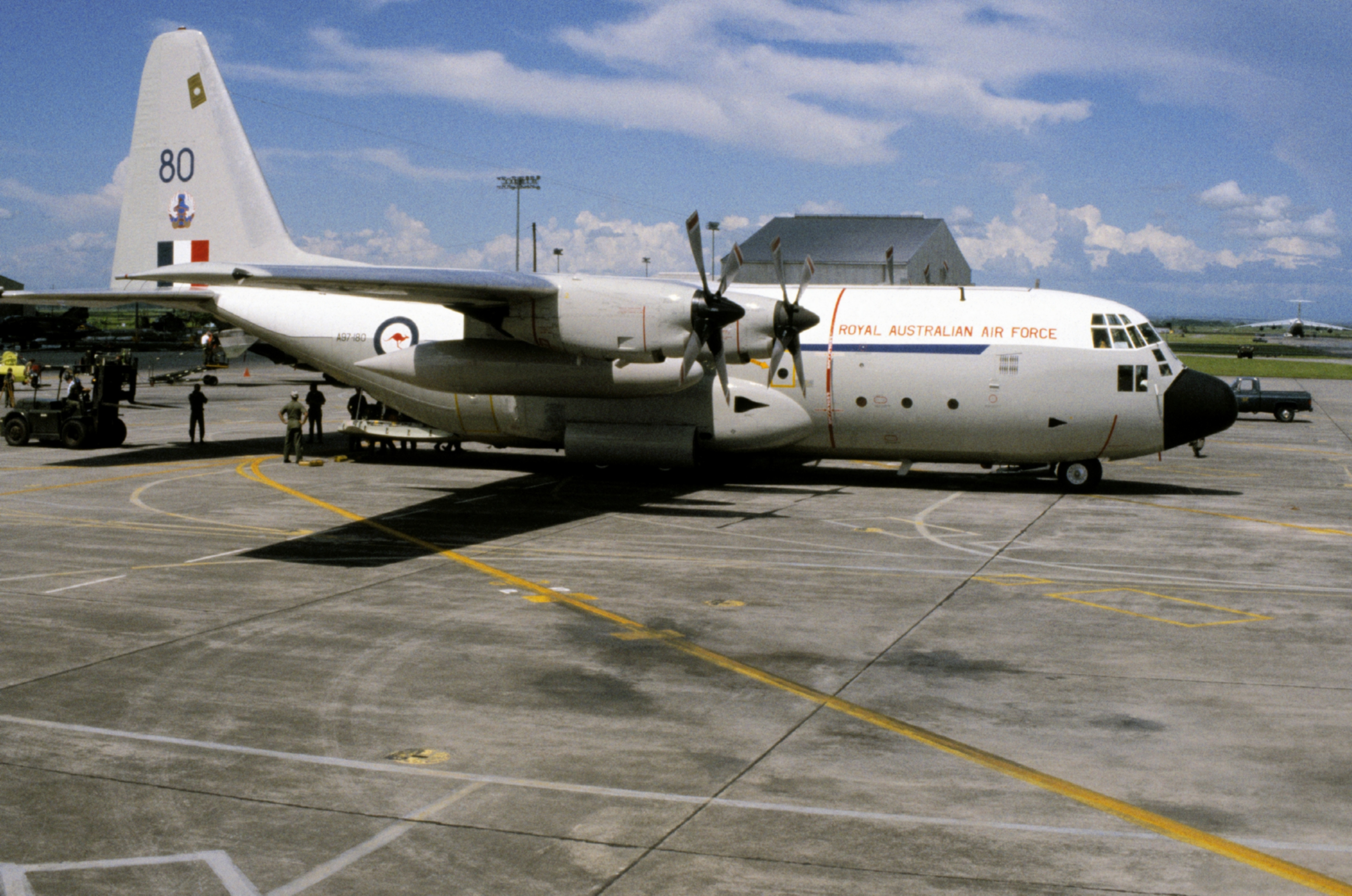
C-130E Hercules No. 37 اسکادران در پایگاه هوایی کلارک، فیلیپین، در نوامبر ۱۹۸۱

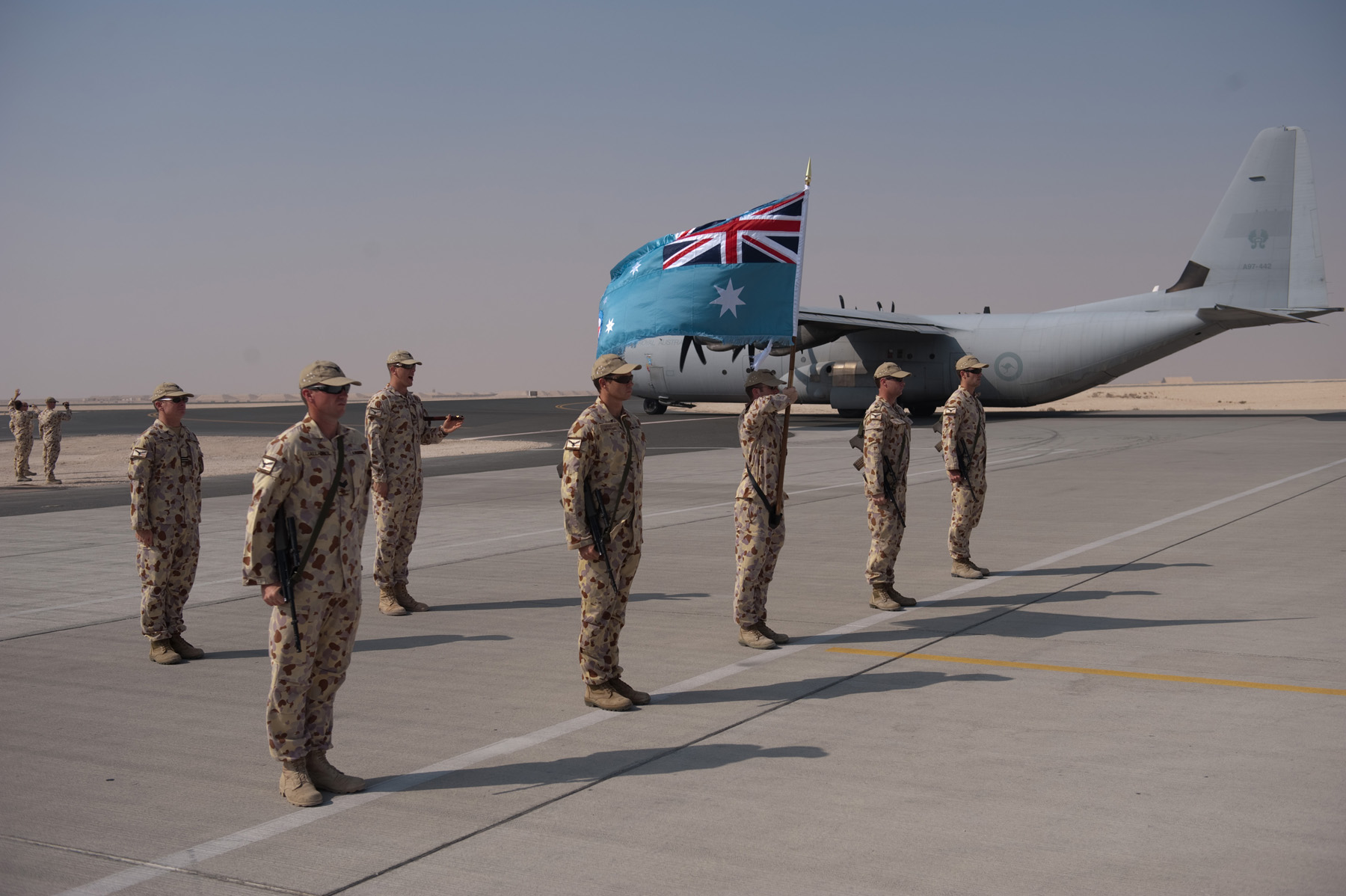
C-130J هرکول و پرسنل شماره. ۳۷ اسکادران در خاورمیانه طی سال ۲۰۰۹

## یادداشت
1. ↑  "Today's No. 37 Squadron" (PDF). No. 37 Squadron 70th Anniversary. نیروی هوایی سلطنتی استرالیا. p. 3. Retrieved 28 November 2016.
2. ↑  "Air Force's No 37 Squadron celebrates its 70th anniversary" (Press release). وزارت دفاع استرالیا. 16 July 2013. Archived from the original on 21 August 2016. Retrieved 28 November 2016.
3. ↑  "No. 84 Wing". Royal Australian Air Force. Archived from the original on 18 February 2017. Retrieved 28 November 2016.
4. ↑  Minister for Defence, Defence Portfolio Budget Statements 2016–17, p. 164
5. ↑  "37 Squadron". RAAF Museum. Retrieved 28 November 2016.
6. ↑  No. 37 Squadron (1943–48), "Operations Record Book", p. 180
7. ↑  RAAF Historical Section, Maritime and Transport Units, pp. 62–63
8. ↑  No. 37 Squadron (1943–48), "Operations Record Book", pp. 179–180
9. ↑  "Northrop Delta". RAAF Museum. Retrieved 28 November 2016.
10. ↑  "Lockheed Lodestar". RAAF Museum. Retrieved 28 November 2016.
11. ↑  No. 37 Squadron (1943–48), "Operations Record Book", p. 176
12. ↑  "New RAAF squadron for transports". The Canberra Times. National Library of Australia. 28 September 1965. p. 10. Retrieved 28 November 2016.
13. ↑  Wilson, Dakota, Hercules, and Caribou in Australian Service, p. 105
14. ↑  Roylance, Air Base Richmond, p. 117
15. ↑  Stephens, Going Solo, pp. 178, 420–425
16. ↑  RAAF Historical Section, Maintenance Units, p. 8
17. ↑  Roylance, Air Base Richmond, pp. 100–103
18. ↑  No. 37 Squadron (1966–78), "Operations Record Book", p. 5
19. ↑  RAAF Historical Section, Maritime and Transport Units, pp. 64–65
20. ↑  Coulthard-Clark, The RAAF in Vietnam, pp. 256–258
21. ↑  No. 37 Squadron (1966–78), "Operations Record Book", p. 48
22. ↑  Coulthard-Clark, The RAAF in Vietnam, pp. 248